# Гарсия, Вальтер
Вальтер Ариэль Гарсия (исп. Walter Ariel García; род. 14 марта 1984, Буэнос-Айрес) — аргентинский футболист, защитник и полузащитник.

## Карьера
Гарсия начал свою карьеру в «Архентинос Хуниорс» в 2001 году, но в 2002 году клуб вылетел в Дивизион Б. В следующем году Гарсия перешёл в «Сан-Лоренсо», один из пяти ведущих клубов страны, где был ключевым игроком обороны, сыграв в 61 матче чемпионата. Участвовал в Кубке Либертадорес-2004, в котором начал в основе все 4 матча и Кубке Либертадорес-2005, в котором также сыграл 4 матча и забил один гол. Его успешная игра не осталась незамеченной, и он начал получать предложения от различных европейских клубов. «Севилья» была заинтересованы в приобретении Гарсии на правах аренды, однако её предложение было отклонено «Сан-Лоренсо», который рассчитывал продать игрока. В итоге клуб принял предложение в $ 2 млн от российского «Рубина».
В 2006 году Гарсия без успеха играл за «Рубин», а затем отправился в аренду в итальянскую «Катанию», прежде чем вернуться в Аргентину, чтобы играть за «Кильмес» в 2007 году. После вылета команды в Дивизион Б Гарсия ещё на год остался в «Кильмесе», а в 2008 году перешёл на правах свободного агента в уругвайский «Насьональ». Не сыграв ни одного матча за новый клуб, Гарсия получал предложения от различных клубов, в том числе мексиканской «Америки» и «Депортиво Кито». В августе 2009 года он подписал контракт с «Нью-Йорк Ред Буллз».
Гарсия покинул клуб в конце сезона 2009 года, сыграв только 1 игру, и отправился на просмотр в английский «Лидс Юнайтед» с надеждами на подписание контракта в январе 2010 года. Однако менеджер «Лидса» Саймон Грейсон решил, что после того, как в товарищеском матче, в котором Гарсия играл в центре обороны, «Лидс» пропустил 4 гола, Гарсия не лучше, чем любой из уже имеющихся защитников. В итоге контракт не был подписан. С тех пор Гарсия играет за команды аргентинского Дивизиона Б.

## Карьера в сборной
Гарсиа представлял Аргентину на чемпионате мира U-17 2001 года. Он также был членом сборной на чемпионате мира 2003 года среди молодежи и молодежном чемпионате Южной Америки 2003 года, который был выигран аргентинской командой.